# Copobathra menodora
Copobathra menodora là một loài bướm đêm thuộc họ Lyonetiidae. Nó được tìm thấy ở Nam Phi.